# Anoteropsis papuana
Anoteropsis papuana är en spindelart som beskrevs av Tord Tamerlan Teodor Thorell 1881. Anoteropsis papuana ingår i släktet Anoteropsis och familjen vargspindlar. Inga underarter finns listade i Catalogue of Life.